# Człowiek do przeróbki
Człowiek do przeróbki (ang. The Demolished Man) – powieść  amerykańskiego pisarza Alfreda Bestera z 1953 roku łącząca wątki fantastycznonaukowe i kryminalne.

## Publikacja i nagrody
Powieść pierwotnie ukazała się w trzech częściach w magazynie „Galaxy Science Fiction” w styczniu, lutym i marcu 1952 roku. Wydanie książkowe zostało opublikowane w roku następnym przez wydawnictwo Shasta. Powieść otrzymała pierwszą nagrodę Hugo w 1953 oraz była nominowana do International Fantasy Awards w roku 1954.

## Fabuła
Ziemia w XXIV wieku. Oprócz zwykłych ludzi żyją esperzy – telepaci, którzy przewidują popełnienie przestępstwa, a aspołeczna jednostka zamierzająca je popełnić idzie do Przeróbki. Ben Reich, właściciel korporacji Monarch, jeden z najbogatszych ludzi na planecie, chce być jeszcze potężniejszy. Postanawia usunąć swojego najgroźniejszego rywala, D’Courtneya, i aby uniknąć wykrycia, obmyśla szatański plan.

## Polskie wydania
W Polsce powieść została wydana trzykrotnie w przekładzie Andrzeja Sawickiego:
1. Amber, Warszawa 1994, ISBN 83-7082-619-9 (seria Mistrzowie SF)
2. Solaris, Stawiguda 2006, ISBN 83-89951-50-9 (seria Klasyka science fiction)
3. Dom Wydawniczy Rebis 2020, ISBN 978-83-8188-098-5 (seria Wehikuł Czasu)